# 鏈式防守
鏈式防守（Catenaccio ）或譯十字聯防，是一種重视防守的足球戰術體系。这种战术体系拥有一条高效而有组织的防线。

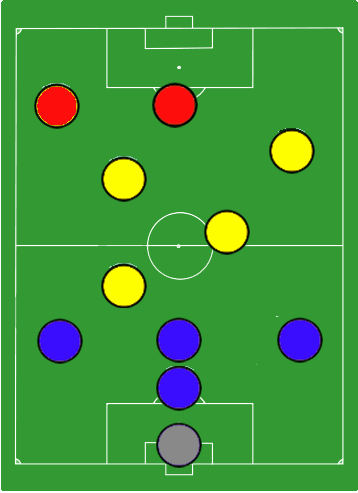
最早期的鏈式防守

鏈式防守滥觞于1930年代奥地利人卡尔·拉潘在瑞士国家足球队奉行的清道夫防守体系。一般认为真正的链式防守是在1947年，由内里奥·罗科在特里斯蒂纳足球俱乐部首次使用，当年，特里斯蒂纳令人惊奇地获得了意大利足球甲级联赛亚军。
1960年代，國際米蘭隊的阿根廷教練埃伦尼奥·埃雷拉采用這種打法在聯賽中經常以1-0的比分戰勝對手，也使鏈式防守戰術得以成名。在意大利，鏈式防守體系較為盛行。不過，也有人批評鏈式防守導致足球比賽場面難看，過於消極。現在完全的鏈式防守戰術在比賽中已經較少使用。

## 近代的十字聯防
十字聯防，意大利文十字聯防（Catenaccio），是鎖的意思。簡單說是4後防球員中，有一個是稍為墮後的自由人，這樣來看從靠後的清道夫（Sweeper）到三個後衛一線，加上防守中場（後腰）彷彿是一個十字架防守系統，所以稱為十字聯防。自由人負責包抄之餘，往往會引球帶離防線，甚至助攻。其實，可以說十字聯防是雙中堅式4-4-2和意大利傳統陣式5-3-2的混合體。十字聯防既取了4-4-2的4個後衛，又取了5-3-2的清道夫打法。
十字聯防的分工方面，包括左右二閘，中堅和清道夫。除了後防線固定之外，中場線亦會固定。雙中堅式4-4-2，一向是一個攻擊中場，一個防守中場。但十字聯防就不同，他們是採用兩個工兵中場，再加上兩翼。工兵中場的定義，即是攻擊中場和防守中場的混合體，亦是十字聯防的新產品。例子球員有阿柏天尼和甸奴巴治奧。
這種戰術強調穩守突擊，主要是在防線與門將之間多設一名防守球員，稱為自由人或清道夫，成為防線最後的屏障，負責解圍或夾擊對手攻擊球員。這個陣式必須有一批十分有默契的後防和一個優秀的領導者，即是清道夫。八十、九十年代的希雷亚、柏高美及巴里斯均為意大利著名的清道夫，但近年意國球壇已鮮用這套戰術。
4-4-2聯防又稱為區域聯防，與十字聯防最大分別是放棄中堅盯人打法, 防守球員各有所負責之防守區域, 使用此陣式最著名的球隊莫過於八十年代尾至九十年代初，意大利球隊AC米蘭。起初沒有人看好，認為是一大冒險。及後區域聯防通行全意大利，世界聞名。
- AC米兰，1988年-1995年所採用的區域聯防陣式。教練：沙基、卡比路。

而其中成功關鍵在於陣中擁有巴里斯這位出色自由人。馬甸尼、哥斯達古達及泰索迪都是非凡守將，他們構成的防線和前場荷蘭三劍客令AC米蘭一度橫掃國內外，是二十年來唯一一次衛冕歐洲冠軍盃的球隊。卡比路的AC米兰五年內四奪聯賽冠軍，並且創造了連續58輪不敗的意甲紀錄。
- 意大利國家足球隊亦在1994年世界盃殺入決賽，僅在決賽對巴西時以互射12碼飲恨。陣容之中有多達7名AC米蘭球員，後防線四名主力後衛全部來自米蘭，而時任主教練就是沙基。

## 十字聯防的沒落
由於越位規則修改，1994年世界杯的越位規定改成可以跟倒數第二個球員平行（這也是為何重播裡拿球的跟對手平排不算越位，多一個頭就算越位），球賽更為流暢、進攻點子更多，但清道夫的位置就很尷尬，他本來以活動範圍廣、然後閱讀比賽能力強所著稱，但他的站位可能導致對手突破越位陷阱、或者前壓，所以沒有強隊願意這麼踢，事實上當今的強隊幾乎不存在清道夫。

## 外部連結
- Giulianotti, Richard, Football: A Sociology of the Global Game. London: Polity Press 2000. ISBN 0-745-61769-7
- Trapattoni, Giovanni, Coaching High Performance Soccer. Spring City, PA: Reedswain Inc. 2000. ISBN 1-890-94637-0